# Возрождение (газета)
«Возрождение» — русская эмигрантская газета, выходившая в столице Франции городе Париже с 1925 по 1940 год. В ней были представлены взгляды представителей различных идейных течений белой эмиграции.
В 1925—1935 издавалась ежедневно, в 1936—1940 — еженедельно. Всего вышло 4239 номеров.
- Издатель А. О. Гукасов.
- Редактор — П. Б. Струве (в 1925—1927 гг.), с 1927 — Ю. Ф. Семёнов.
- Ведущий литературный критик — В. Ф. Ходасевич (с 1927 г.).

С 1949 года Абрам Осипович Гукасов издавал журнал «Возрождение».
Среди авторов газеты — А. М. Ренников, Н. Я. Рощин, К. М. Маркелов, А. Г. Макриди (Стенрос) и др.